# 孔济约
孔济约（法語：Conzieu，法語發音：[kɔ̃zjø]）是法国东部安省的一个市镇，属于贝莱区。

## 地理
孔济约（45°43'34"N, 5°36'26"E）面积7.2 平方千米，位于法国奥弗涅-罗讷-阿尔卑斯大区安省，该省份为法国东部省份，北起汝拉省，西北接索恩-卢瓦尔省，西接罗讷省和里昂大都会，南至伊泽尔省，东与萨瓦省、上萨瓦省和瑞士接壤。
与孔济约接壤的市镇（或旧市镇、城区）包括：昂布莱翁、科洛米约、吕伊、格罗莱-圣伯努瓦、比热地区阿尔布瓦。

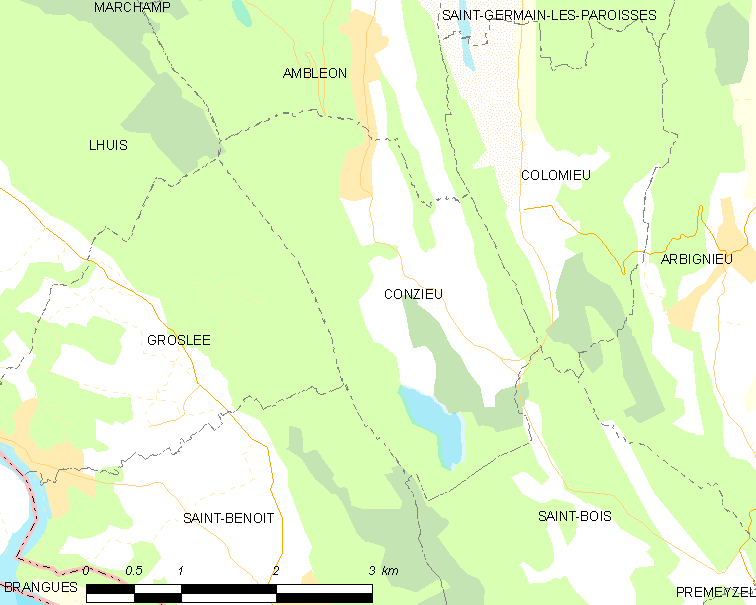
孔济约的OSM定位图

孔济约的时区为UTC+01:00、UTC+02:00（夏令时）。

## 行政
孔济约的邮政编码为01300，INSEE市镇编码为01117。

## 政治
孔济约所属的省级选区为贝莱县。

## 人口

1962-2008年间孔济约人口变化图示

孔济约于2022年1月1日时的人口数量为148人。